# Памятник политкаторжанам в Ангарске
Памятник политкаторжанам в Ангарске — мемориал декабристам, расположенный на Московском тракте в городе Ангарске. До 2001 года оставался единственным монументом, расположенном на историческом Московском тракте.

## История создания
В 1965 году по инициативе ангарского отделения ВЛКСМ был объявлен сбор средств на создание памятника жертвам политических репрессий. В это время ангарский архитектор, Анатолий Осауленко, разрабатывал его макет, который вскоре был утвержден на местном художественном совете. Для сооружения монумента городской молодёжи приходилось работать на субботниках по 100 и более часов. В октябре 1967 года, на годовщину пятидесятилетия Советской власти, произошло открытие памятника. До 2001 года он оставался единственным мемориалом на Московском тракте. Сведения о памятнике занесены в исторические сборники России.

## Описание
Размер памятника составляет 10 метров.
Изначально памятник должен был быть выполнен из чугуна, но собранных горожанами средств хватило на бетон. На передней плите можно увидеть слова, написанные местным поэтом И. Ф. Новокрещённых: «Этапы кандального тракта, по которым прошли в былом веке лучшие сыны России». Далее находятся части погостов, которыми был усыпан тракт. После этого расположены слова Н. А. Некрасова: «Природа — мать. Когда б таких людей ты иногда не посылала миру, заглохла б нива жизни…»

В правой части памятника изображены фигуры четырёх мужчин, закованных в кандалы, снизу которых расположена надпись: «От комсомольцев и молодёжи Ангарска в 50 лет Советской власти». 

## Реставрация памятника
В 2009 году администрация города приняла решение основать возле памятника Аллею почетных граждан Ангарска. Территория была облагорожена плиткой и лавочками, за памятником была установлена металлическая композиция. Бригада рабочих, стараясь выполнить заказ в срок, при закладке плитки у подножия монумента для аккуратности срезала фигурам ступни. Эта ситуация не осталась без внимания автора памятника. Архитектор пытался обратиться и к начальнику департамента культуры и градостроительства Людмиле Сидоренко, и к главе города Леониду Михайлову, но все попытки оказались тщетны.
После обращения Осауленко в газету, чиновники поспешно решили исправить испорченный памятник, и рабочие залепили места ступней строительной смесью, что, по мнению архитектора, оказалось ещё более кощунственным по отношению к монументу. Тогда администрация приняла решение перекрасить памятник в грязно-жёлтый цвет. После этого автор решил обратиться в суд: «Любые самостоятельные привнесения ведут к нарушению моего авторского права, и я готов в суде доказать незаконность таких вот издевательских „залепух“».
До суда дело так и не дошло. Переговоры с главой города привели к тому, что Осауленко пообещали провести реконструкцию испорченного памятника. В сентябре 2009 года Леонид Михайлов отметил, что на это будут потрачены 2 миллиона рублей, перечисленные Ангарску за звание «Самый благоустроенный город России». 24 июня 2010 года депутаты городской Думы рассмотрели вопрос о возможности реставрации памятника. Как выяснилось, монумент не имеет технического паспорта, не стоит на балансе ни одного хозяйствующего субъекта, а значит, городской бюджет не может финансировать его содержание и ремонт. Другими словами, памятник не имеет хозяина.
После смерти Осауленко в 2017 году памятник так и не был отреставрирован.